# Paczkó Etelka
Paczkó Etelka (1946–) magyar ejtőernyős sportoló.

## Életpálya
1966-ig 228-szor lobbantotta a kupolát. Klubjában segédoktató. 1973-ig több mint ezer ugrást hajtott végre.[forrás?]

## Sportegyesülete
- KIM Repülő Klub

## Sporteredmények

### Világbajnokság
- A VIII. Ejtőernyős Világbajnokságot 1968. augusztus 9.  és augusztus 25. között Lipcsében rendezték, ahol a magyar női csapat tagja (Csomós Vera, Bácskai Györgyi, Stanek Erzsébet). 
  - az 1000 méteres női csoportos célbaugrásban válogatottunk ezüstérmet szerzett, összetettben a női csapat bronzérmes lett, egyéni célbaugrásban Csomós Vera bronzérmes lett.
- A IX. Ejtőernyős Világbajnokságot 1970. augusztus 6. és augusztus 20. között Ausztria, Grazban rendezte, ahol a válogatott további tagjai Stanek Erzsébet, Bácskai Györgyi, Csomós Vera és Weisz Éva volt, itt is az 1000 méteres női csoportos célbaugrásban bronzérmet szereztek, egyéni célbaugrásban a 8.helyet érte el.  1968-ban az elért eredményei alapján Hüse Károllyal együtt megkapták az "év legjobb sportolója" címet.
- A X. Ejtőernyős Világbajnokságot 1970. augusztus 6. és augusztus 20. között Jugoszláviában, a Bledben lévő Lesce repülőtéren rendezték. A női válogatott csapat további tagjai: Merényi Istvánné, Bácskai Györgyi, Madarász Éva és Kiss Erzsébet volt.  
  - női csapatunk a 9. helyével a középmezőnyben végzett. Több nemzetközi versenyen vett részt,  Bulgáriában  a női válogatott tagjaként a csoportos célbaugrásban, valamint az összetett versenyben aranyérmet szerzett.

### Magyar bajnokság
- A XII. Magyar Ejtőernyős Bajnokságot 1965. augusztus 25. és augusztus 31. között Hajdúszoboszlón tartották, ahol
- az 1000 méteres női egyéni célba ugrás ezüstérmese,
  - a 2000 méteres stílus ugrás bronzérmese,
  - az egyéni összetett verseny bronzérmese,
- A XIII. Magyar Ejtőernyős Nemzeti Bajnokságot 1966-ban rendezték.
  - a 2000 méteres stílus ugrás bronzérmese,
- A XIV. Magyar Ejtőernyős Nemzeti Bajnokságra 1967. július 23. valamint július 30. között került sor Miskolcon, ahol
  - az 1000 méteres női egyéni célba ugrás győztese,
  - a 2000 méteres stílus ugrás bronzérmese,
  - az egyéni összetett verseny országos bajnoka,
- XV. Magyar Nemzeti Bajnokságot 1969. szeptember 5. és szeptember 7. között rendezték meg Gödöllőn, ahol
  - az 1000 méteres női egyéni célba ugrás győztese,
  - az egyéni összetett verseny bronzérmese,
- A XVI. Magyar Nemzeti Bajnokságot 1971. augusztus 27. valamint szeptember 2. között Gödöllőn rendezték meg, ahol 
  - az 1000 méteres női egyéni célba ugrás győztese,
  - a 2000 méteres stílus ugrás ezüstérmese,
  - az egyéni összetett verseny ezüstérmese,
  - több nemzetközi ejtőernyős rekordot ért el a csapattal együtt, 1968-ban a Nemzetközi Repülő Szövetség, a Magyar Népköztársasági Központi Repülőklubjától "Gyémánt" teljesítmény jelvényt kapott.